# Werk Valmorbia

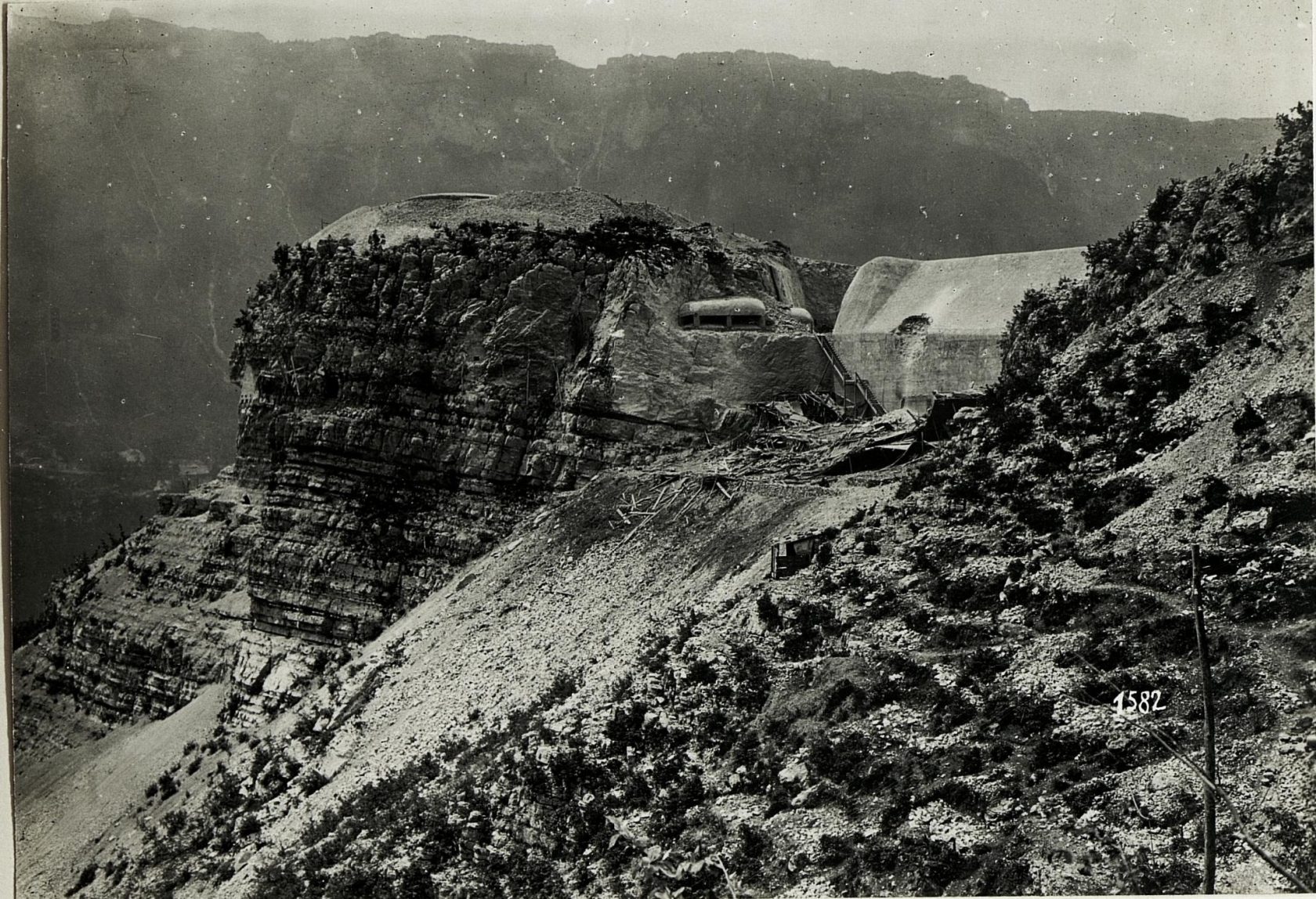
Frontseite des Werks Valmorbia während des Ersten Weltkrieges

Das Werk Valmorbia war das letzte begonnene Festungswerk des Sperrriegels an der Reichsgrenze zu Italien. Italienischerseits wird die Anlage „Forte Pozzacchio“ genannt.

## Lage
Das Werk liegt im Vallarsa (Brandtal) auf halbem Weg zwischen den Ortschaften Valmorbia und Pozzacchio über der heutigen Staatsstraße SS 46 in einer Höhe von 906 NN an den südwestlichen Ausläufern des Pasubio. Es hatte die Aufgabe, das Vallarsa gegen einen Durchbruch aus Richtung Schio nach Rovereto abzuriegeln und so das Etschtal abzusichern. Die Anlage war Bestandteil der sogenannten „Etsch-Arsa-Sperre“, deren Bau nicht mehr realisiert werden konnte.

## Planung
Da das Tal der Etsch mit seinen angrenzenden Bereichen sprichwörtlich der weiche (und unbefestigte) Unterleib Österreich-Ungarns gegen den misstrauisch beobachteten Verbündeten Italien war – die Sperrgruppen Rivoli und Pastrengo an der Veroneser Klause waren 1866 an Italien gefallen – begannen im Jahre 1906 auf Anregung des Generalstabschefs Conrad von Hötzendorf erste Planungen zum Bau einer neuen Sperrgruppe. Diese sollte aus den Werken „Valmorbia“, „Mattasone“, „Coni Zugna“, „Pasubio“, „Cornale“ und „Vignola“ bestehen. Valmorbia und die Werke „Mattasone“ und „Coni Zugna“ sollten dabei das Vallarsa abriegeln.

## Bauweise
Fortlaufende Änderungs- und Umwidmungswünsche verzögerten die Bauarbeiten erheblich, sodass bei Kriegsbeginn mit Italien am 23. Mai 1915 die Anlage nur zum Teil fertiggestellt war. Bereits die neuesten Erkenntnisse berücksichtigend, wurde das Werk als Kavernenanlage in einen hoch aufragenden Felskegel über dem Vallarsa eingebaut. Die Hohlräume wurden durch Sprengungen gewonnen. Aus Beton wurden nur noch kleinere Sicherungsabschnitte und die unverzichtbaren Elemente wie beispielsweise die Geschützbrunnen mit den Vorpanzern ausgeführt. Die auf das Fort zulaufende Werkstraße führt durch Tunnel und Galerien, die in das Verteidigungssystem mit einbezogen waren. Das Hauptwerk selbst wird durch einen Kehlgraben abgeriegelt. Fertiggestellt war zu diesem Zeitpunkt eine Beobachtungskuppel und ein Panzerturm mit verstärkter Kuppel und Vorpanzer zur Aufnahme einer 10-cm-Turmhaubitze T.H. M.9. Man musste auf diese Geschütze zurückgreifen, da die geplante 15-cm-Turmhaubitze noch nicht zur Verfügung stand. Der zweite Panzerturm war, wie die Anlagen für die Kasemattgeschütze, noch nicht fertiggestellt. Ein Innenausbau war noch nicht erfolgt, sodass sich die spätere Kriegsbesatzung mit Provisorien behelfen musste.

## Werk Valmorbia im Ersten Weltkrieg
Bei Ausbruch des Ersten Weltkriegs im Juli 1914 wurde das unfertige Werk zunächst besetzt, musste aber bei Beginn der Angriffsoperationen den anrückenden Italienern der „Brigata Roma“ (79. und 80. Infanterieregiment) überlassen werden. Die Österreicher zogen sich in die vorbereiteten Verteidigungsstellungen vor Rovereto zurück. Nach der Südtiroloffensive im Jahre 1916 fiel das von den Italienern weiter aus- und umgebaute Festungswerk wieder in österreichische Hände und verblieb dort bis zum Kriegsende. In dieser Zeit wurden weitere Umbauten durchgeführt, die mit den eigentlichen Festungsbauplänen nichts zu tun hatten und nur den Bedürfnissen des Moments angepasst waren.

## Der Überfall auf Werk Valmorbia im Juni 1916
In der Nacht vom 28. auf den 29. Juni 1916 unternahmen die Italiener den Versuch, das von der 4. Kompanie des Landeschützenregiments Nr. I unter dem Oberleutnant Alfred Enrich besetzte Werk im Handstreich einzunehmen. Dazu schickten sie in der Dunkelheit eine Marschkolonne gegen das Fort, in der sich einige deutschsprachige und sich laut unterhaltende Soldaten befanden. Es gelang ihnen mit Hilfe dieser Kriegslist, die Vorposten zu überrumpeln – ohne jedoch verhindern zu können, dass einer von ihnen noch Alarm auslösen konnte. Den 60 Mann der Werksbesatzung gelang es zunächst in erbitterten Nahkämpfen, die eingedrungenen Italiener aus den Kavernen hinauszudrängen. Im weiteren Verlauf kämpften sich die Landesschützen gegen die sie regelrecht belagernden Angreifer ins Freie, wo sie diese nach stundenlangem Gefecht aufreiben konnten. Für diese Tat wurde dem Kompaniekommandanten, Oberleutnant Enrich, der Militär-Maria-Theresia-Orden, sowie an mehrere Soldaten Goldene und Silberne Tapferkeitsmedaillen verliehen.

## Nachkriegszeit
Nach dem Kriegsende war es bis 1927 Teil der Liegenschaften der italienischen Armee und wurde dann der allgemeinen staatlichen Verwaltungsbehörde unterstellt. 1932 wurden die Eisenteile an eine staatliche Einrichtung für den Aufbau Süditaliens („Opera Nazionale per il Mezzogiorno d’Italia“) verkauft. Später kam die Anlage an Privatpersonen. In den folgenden Jahrzehnten ging der Ausbau der wiederverwertbaren Teile weiter, während die umliegenden Flächen als Weideland genutzt wurden.

## Restaurierung und Sanierung des Werkes
Im Jahr 2005 erwarb die Gemeinde Trambileno das ehemalige Werksgelände und im November 2010 begannen umfangreiche Restaurierungs- und Sanierungsarbeiten, die im Sommer 2012 abgeschlossen waren.
Bei diesen Arbeiten wurde die Anlage von Schutt und Geröll befreit sowie Sicherungsmaßnahmen durchgeführt. Durch den Einbau von Metallfußböden und seitlichen Begrenzungen in einigen Kavernen wurde versucht, die ursprünglich dort vorgesehenen Holzbaracken nachzuempfinden. Eine Stahltreppe führt auf den oberen Teil des Werkes, wo mit Hilfe eines Laufsteges der Korridor nachgeahmt wurde, der die einzelnen Panzerkuppeln miteinander verbinden sollte.
Um dem Umstand zu unterstreichen, dass das Werk nicht fertiggestellt wurde, wurden alle bei der Restaurierung eingefügten Bauteile mit einem Schutzlack aus intensiver oranger Farbe angestrichen.
Instandgesetzt und abgesichert wurde auch die ehemalige Werksstraße.

## Heutiger Zustand
Seit Mai 2015 haben Besucher wieder Zutritt zum Werk Valmorbia (Eintritt). Im Innen- und Außenbereich sind mehrsprachige Informationstafeln zur Geschichte des Werkes und seiner einzelnen Bereiche aufgestellt worden. Der Innenbereich ist elektrisch beleuchtet. Der Besucherparkplatz befindet sich am Beginn der Werksstraße knapp vor dem Ortseingang von Pozzacchio, von hier sind es 20 Minuten zu Fuß bis zur Anlage.